# Кампу-Гранди (станция метро)
«Ка́мпу-Гра́нди» (порт. Campo Grande) — станция Лиссабонского метрополитена. Находится в северной части города. Является пересадочной станцией между Жёлтой линией (Линией Подсолнечника) и Зелёной линией (Линией Каравеллы). На Жёлтой линии находится между станциями «Кинта-даш-Коншаш» и «Сидади-Университария». На Зелёной линии находится между станциями «Тельейраш» и «Алваладе». Открыта 1 апреля 1993 года. Название переводится с португальского как «большое поле», из-за расположения вблизи одноимённого парка (порт. Jardim do Campo Grande).

## Описание
Станция была построена с целью связать две ветки метрополитена: «Ротунда» — «Сидади-Университария» и «Ротунда» — «Алваладе». В то время разделения по линиям не существовало, что создавало некоторые трудности из-за сложной структуры метрополитена, и в 1995 году участок от «Ротунды» до «Кампу-Гранди» стал Жёлтой линией.
К востоку от станции было построено второе лиссабонское депо «Калванаш» (порт. Parque de Material e Oficinas de Calvanas, PMO II Calvanas).
Проект станции был разработан архитектором Эсекьелем Николау. Было решено построить наземную станцию с единым пространством и одной общей платформой для упрощения пересадки между линиями. Художник Эдуарду Нери занимался оформлением станции. Переходы под путями и выходы на платформу были оформлены азулежу с изображениями так называемых «пригласительных фигур» (порт. figuras de convite). Такие фигуры традиционно исполняются в бело-голубых тонах и изображают различных людей. Их часто использовали в прихожих дорогих домом 18 века.
Станция является важнейшим транспортным узлом севера Лиссабона. Рядом со станцией расположен крупный автобусный вокзал, а так же футбольный стадион «Жозе Алваладе» (порт. Estádio José Alvalade), являющийся домашним для лиссабонского «Спортинга».

## Галерея

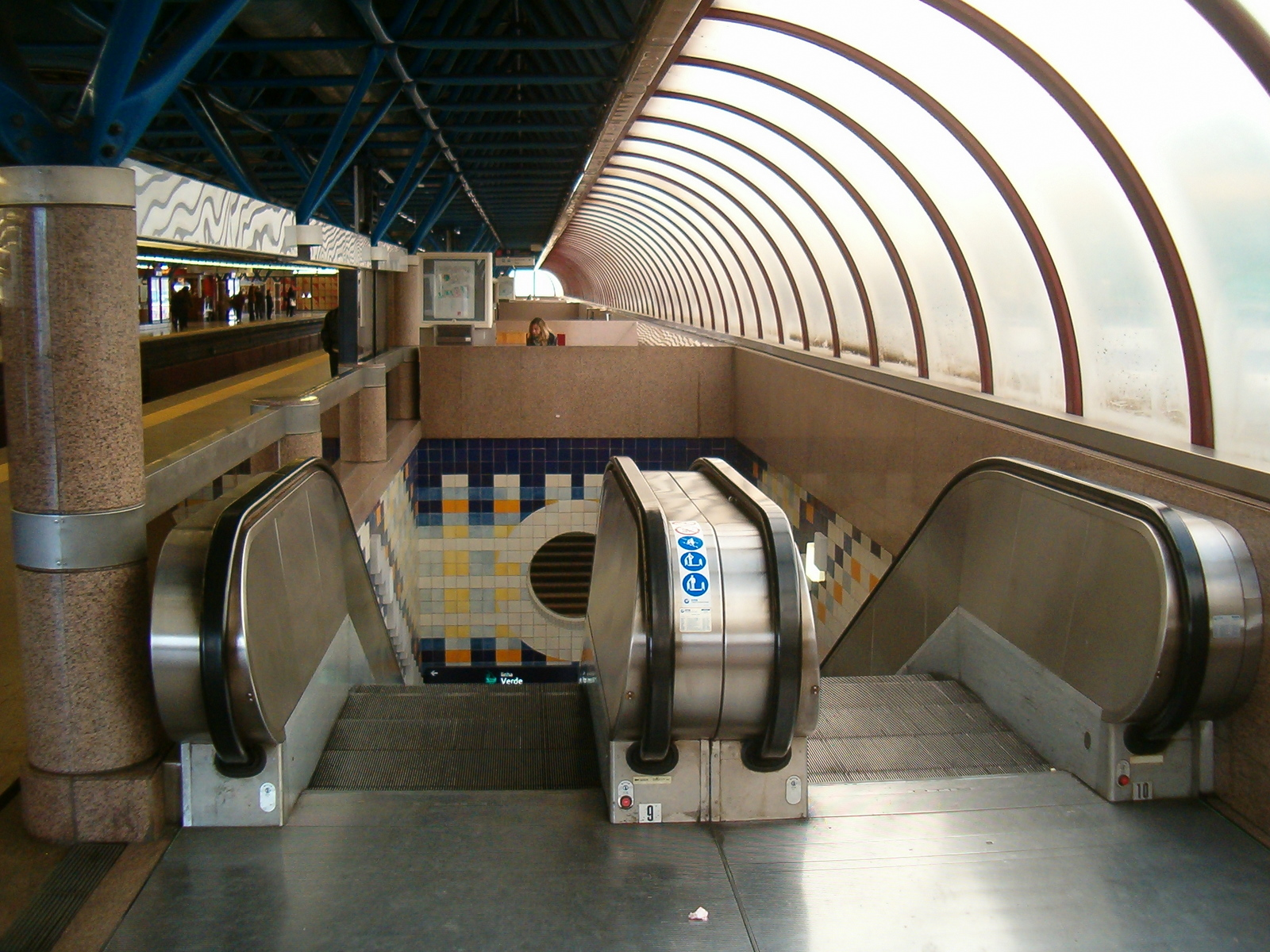
Эскалаторы на посадочной платформе
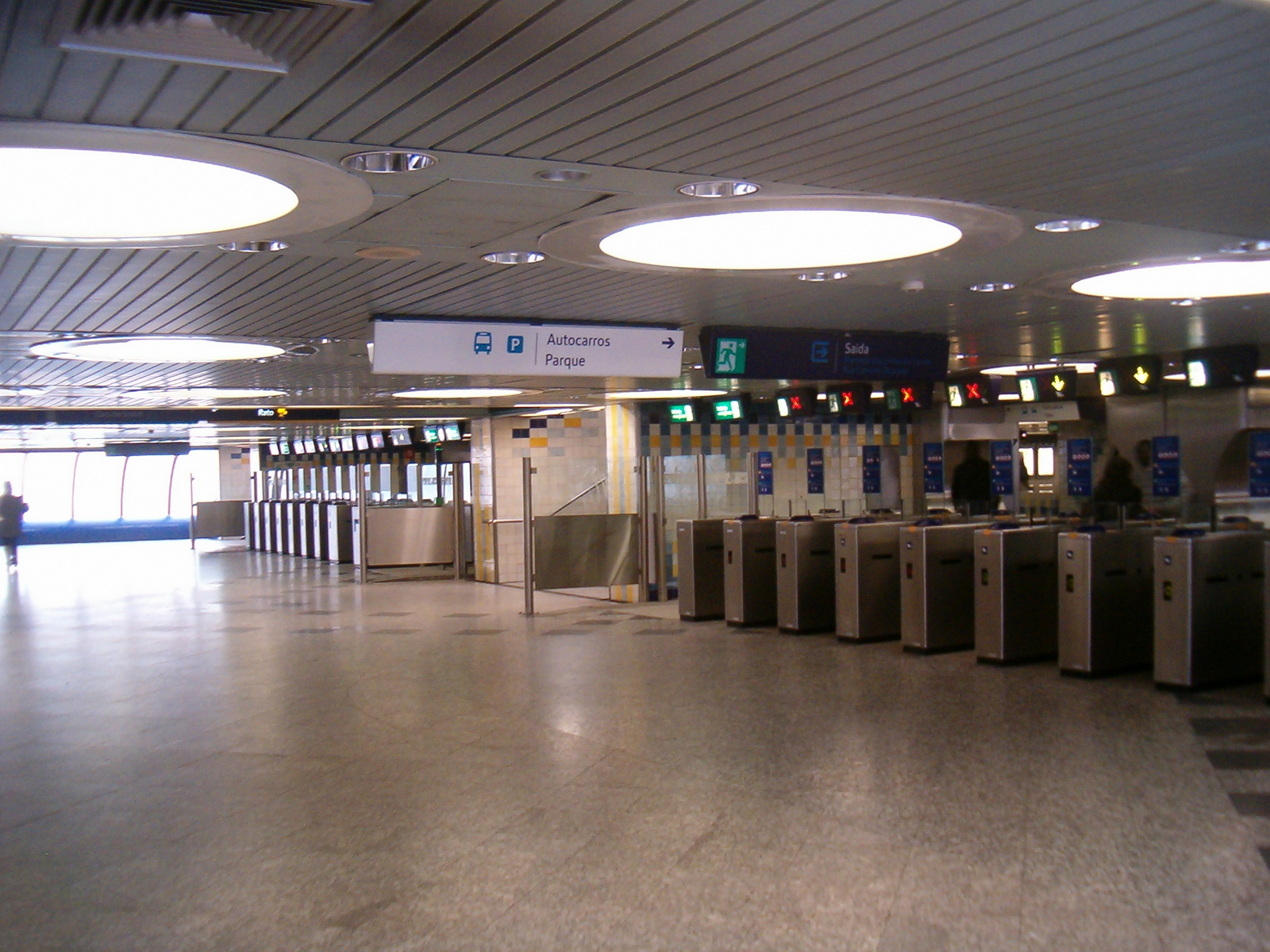
Пропускные турникеты
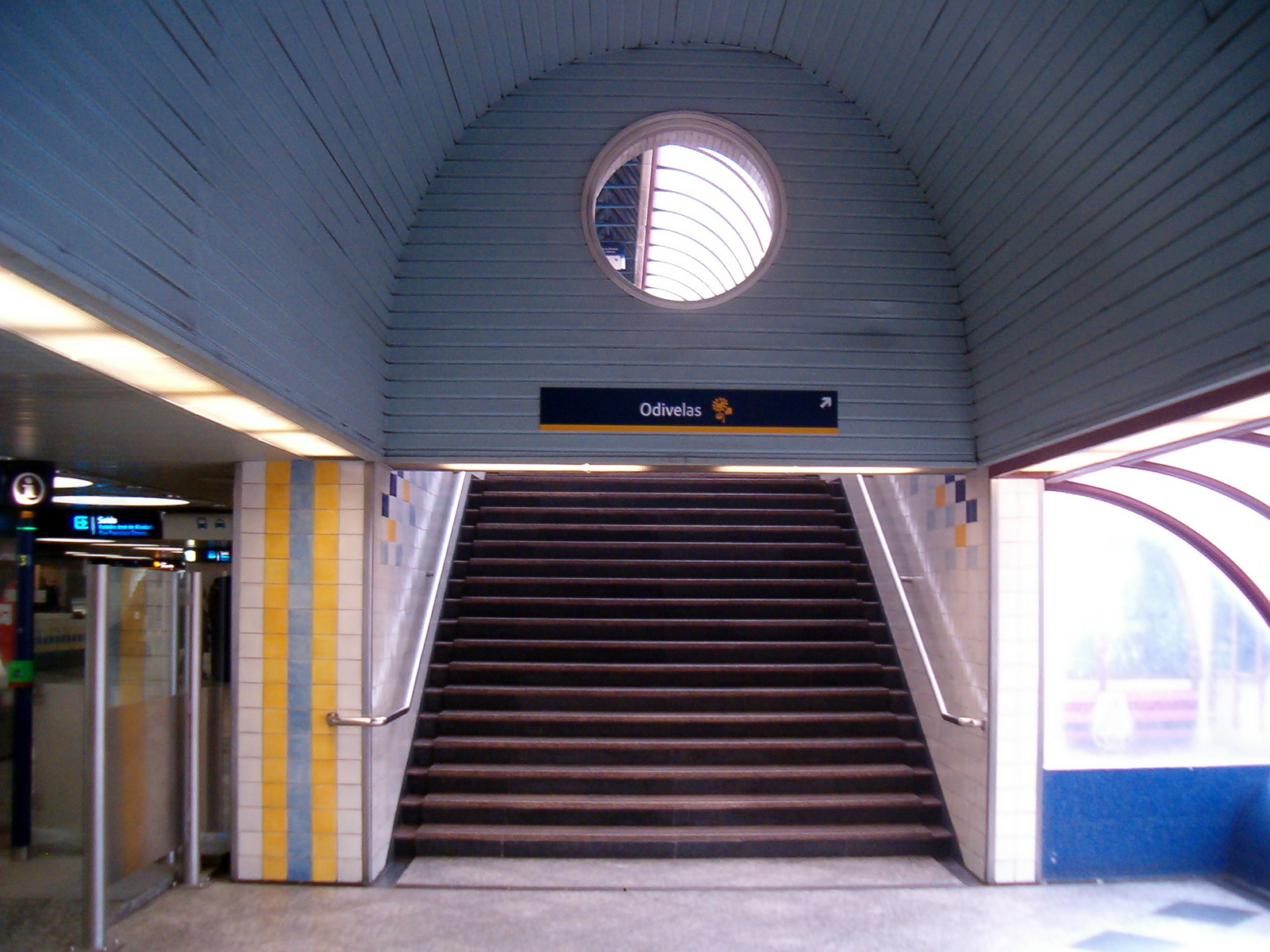
Выход на платформу Жёлтой линии
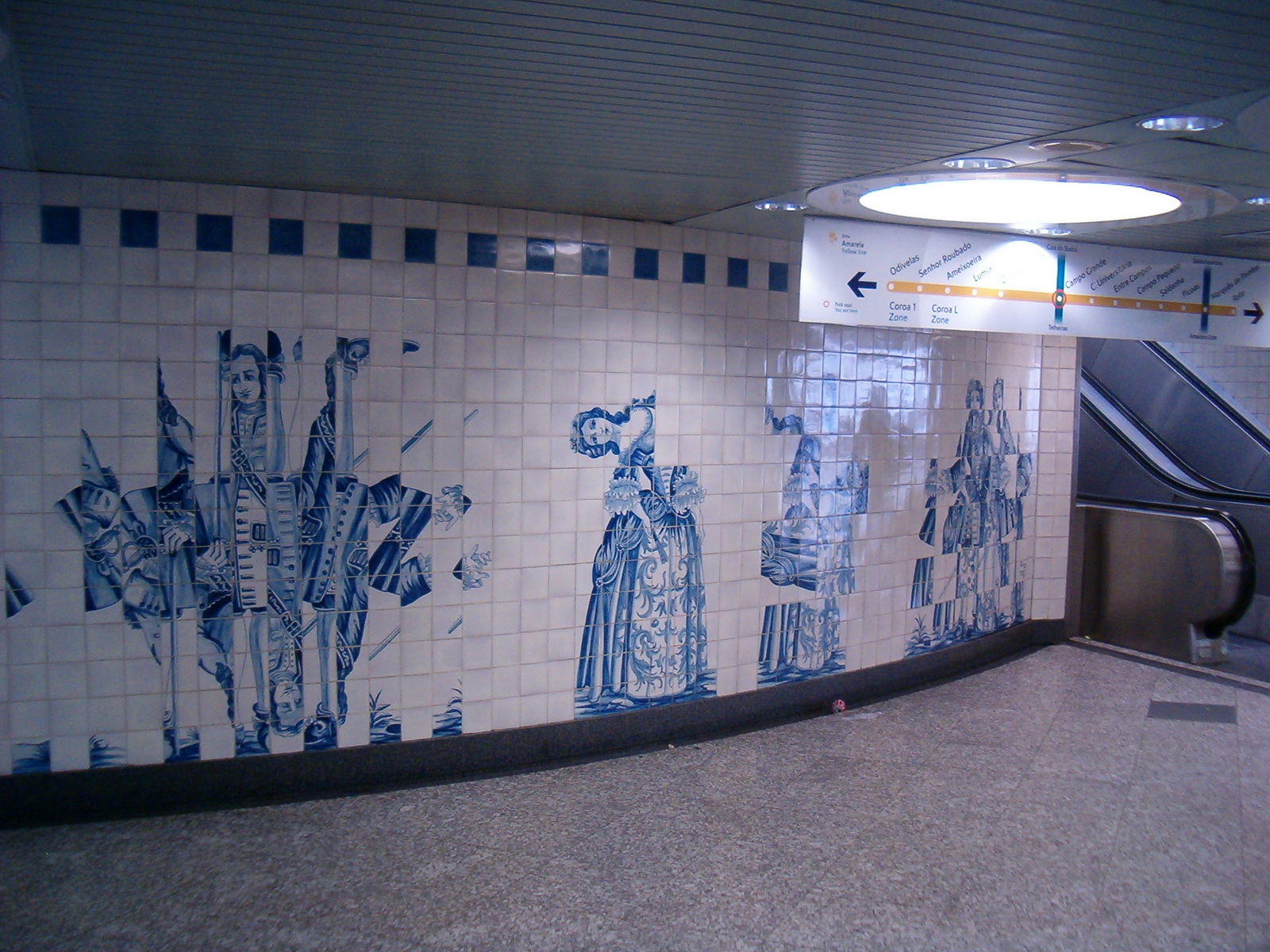
Изображения «пригласительных фигур»
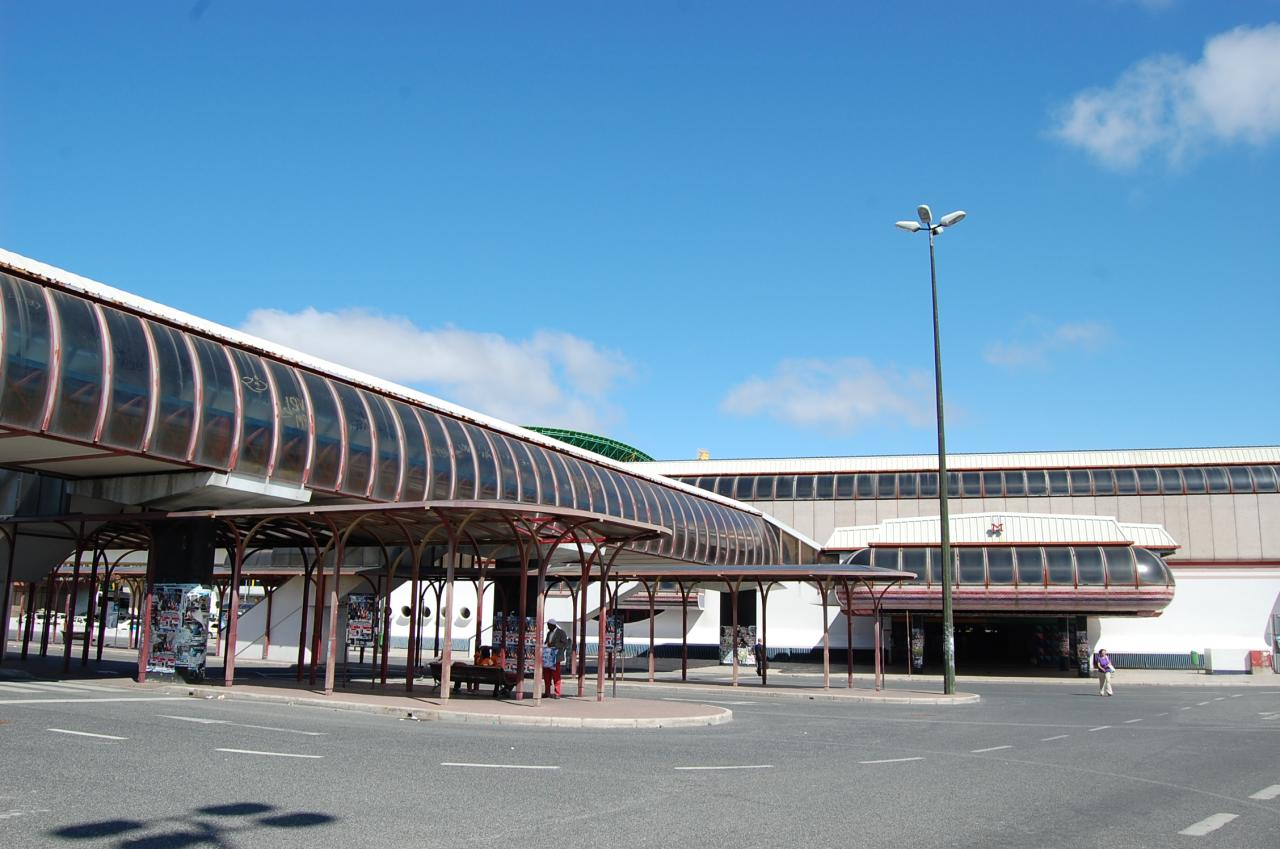
Внешний вид станции
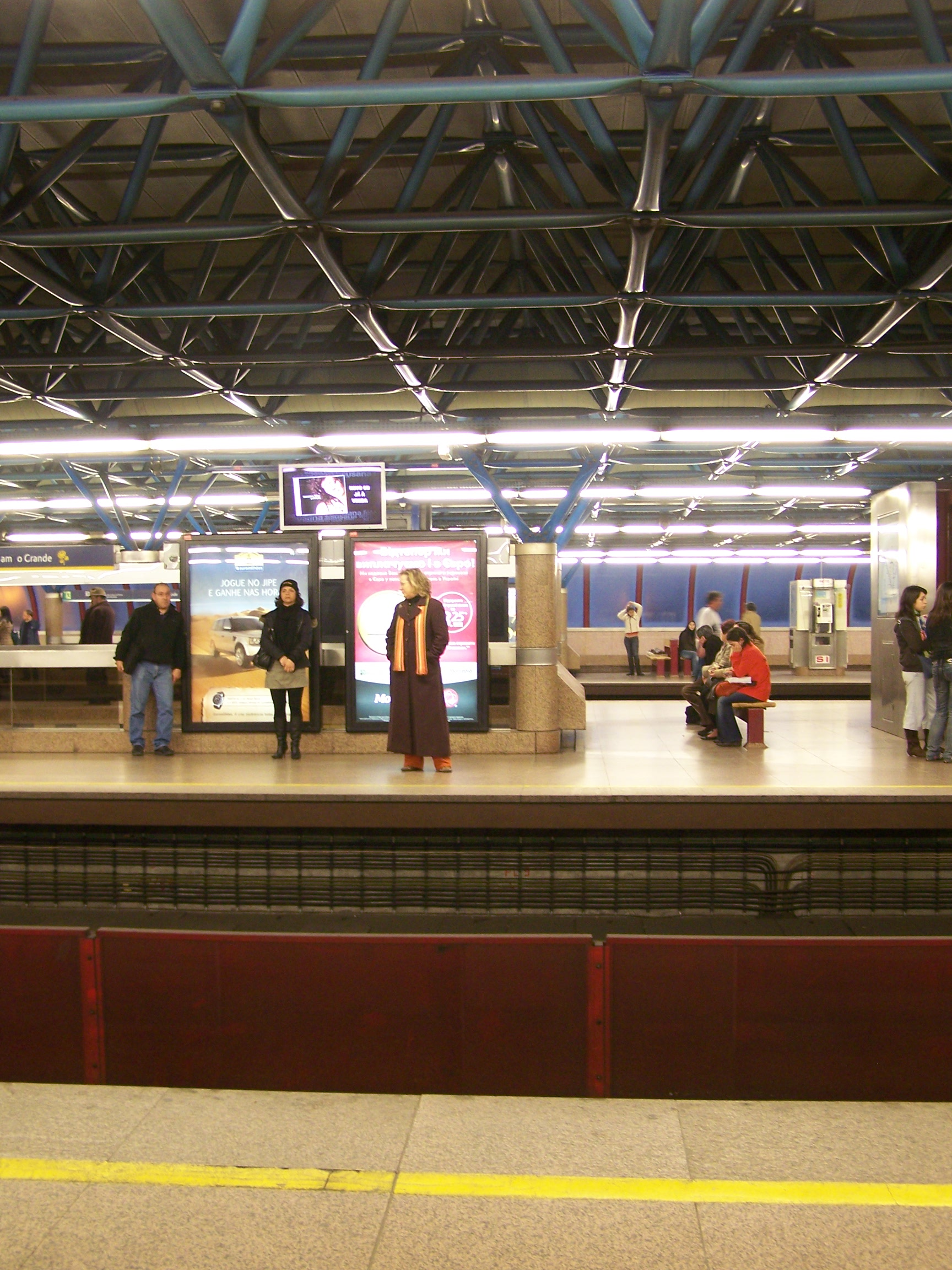
Вид на среднюю платформу
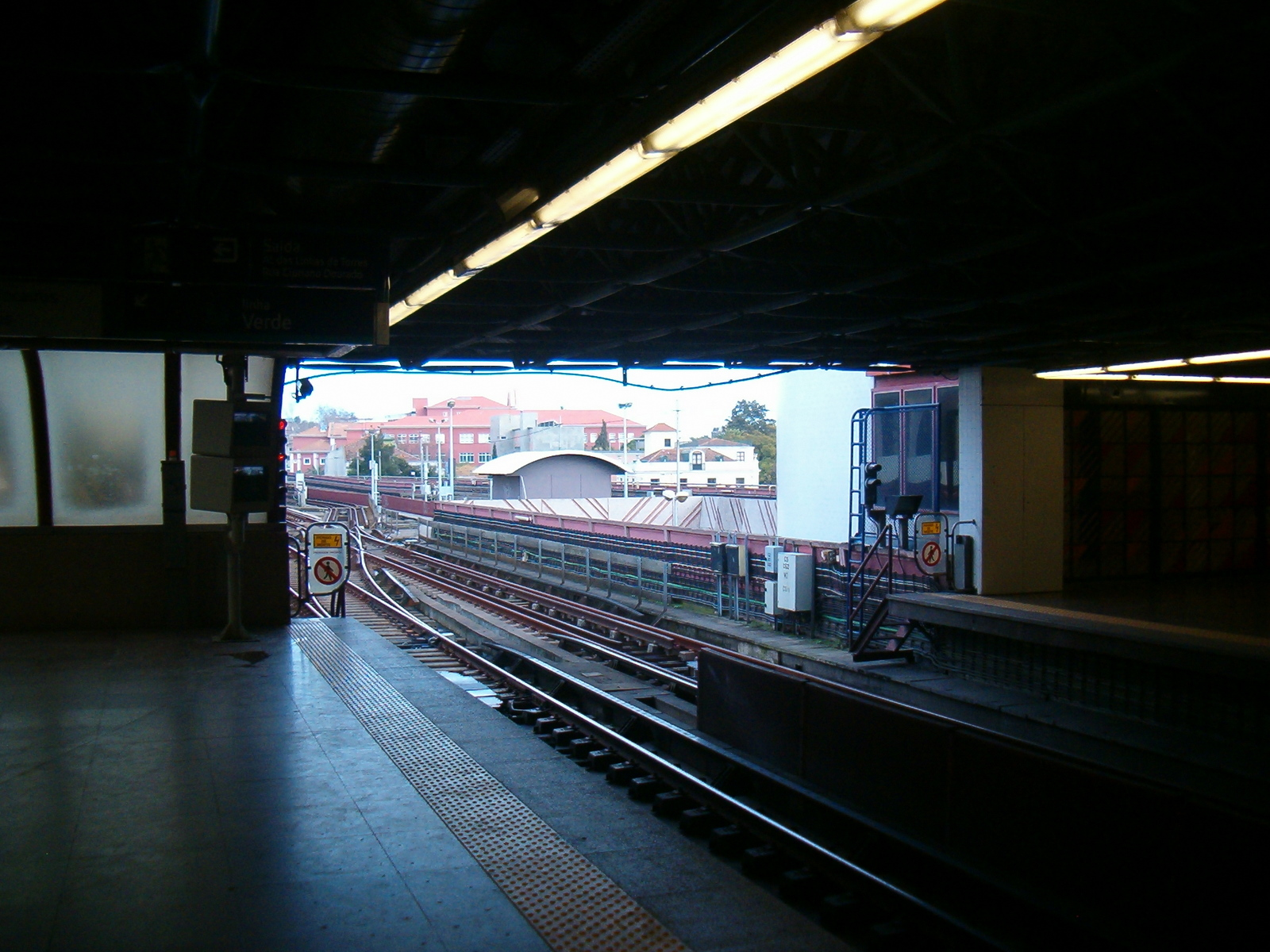
Восточный въезд на станцию